# Shaquill Griffin
Shaquill Griffin (St. Petersburg, 20 luglio 1995) è un giocatore di football americano statunitense che milita nel ruolo di cornerback per i Seattle Seahawks della National Football League (NFL). È il fratello gemello di Shaquem Griffin, anch'egli ex giocatore dei Seahawks.

## Carriera universitaria
Griffin al college giocò a football alla University of Central Florida dal 2013 al 2016. Nell'ultima stagione guidò la squadra con 4 intercetti mentre i suoi 15 passaggi deviati furono il secondo massimo in un anno nella storia dell'istituto. Per queste prestazioni fu inserito nella seconda formazione ideale della American Athletic Conference.

## Carriera professionistica

### Seattle Seahawks
Griffin fu scelto nel corso del terzo giro (90º assoluto) del Draft NFL 2017 dai Seattle Seahawks. Debuttò come professionista subentrando nella gara del primo turno contro i Green Bay Packers, disputando la maggior parte della sfida dopo l'espulsione del cornerback titolare Jeremy Lane, concludendo con 10 tackle e un passaggio deviato. Nella settimana 5 disputò la prima come titolare contro i Los Angeles Rams. Il primo intercetto in carriera lo mise a segno nell'ultimo turno su Drew Stanton degli Arizona Cardinals. La sua stagione da rookie si chiuse con 59 tackle e 15 passaggi deviati in 15 partite, 11 delle quali come titolare.

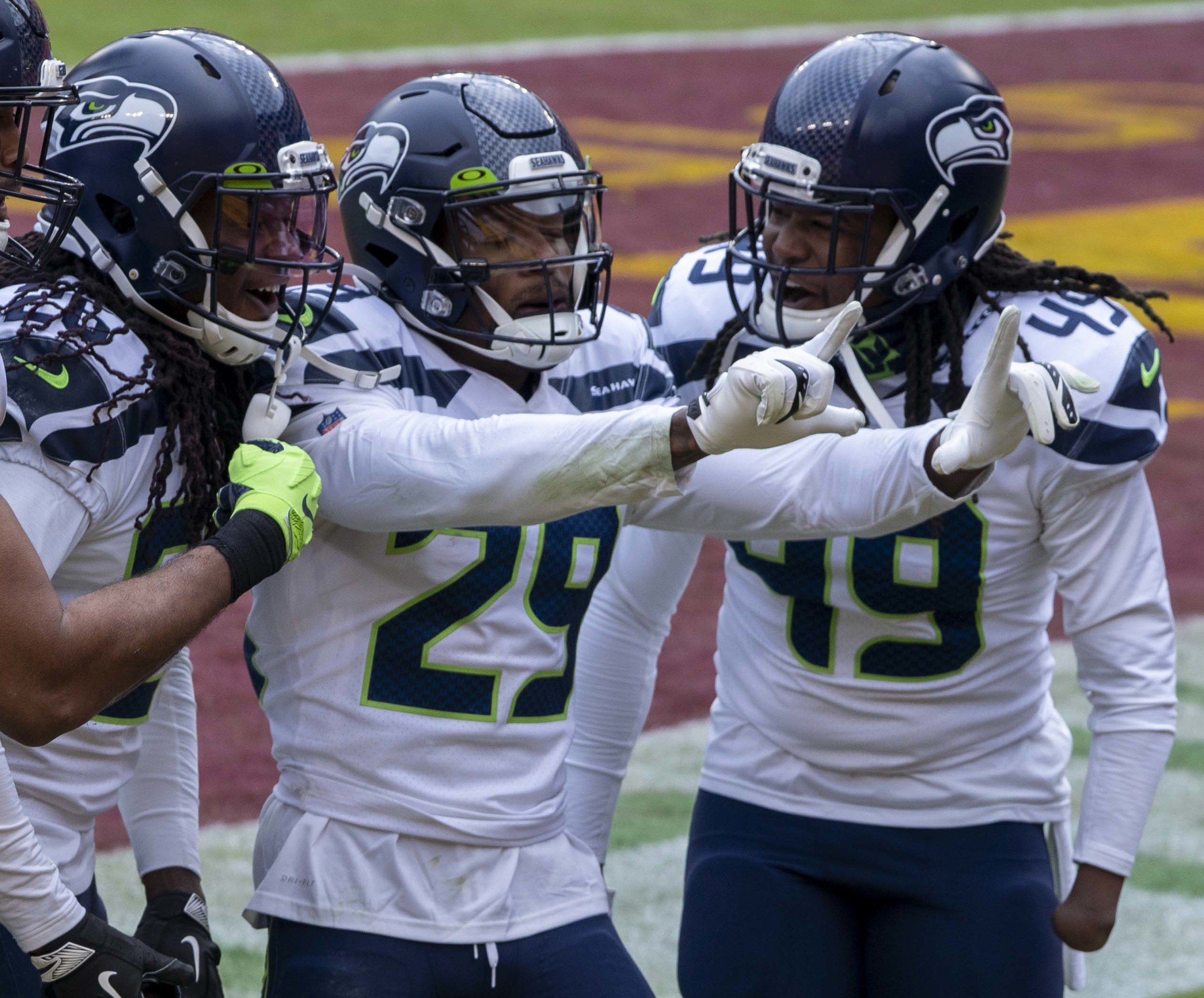
Shaquill Griffin (sinistra) e il fratello (destra) festeggiano un intercetto con D.J. Reed in una partita del 2020 al FedExField

Nel Monday Night Football del secondo turno della stagione 2018 Griffin mise a segno per la prima volta due intercetti nella stessa partita ai danni del quarterback dei Chicago Bears Mitchell Trubisky. Furono gli unici della sua annata, terminata con 62 tackle e 8 passaggi deviati.
Nel 2019 Griffin disputò 14 partite, tutte come titolare, con 65 tackle e 13 passaggi deviati, venendo convocato per il suo primo Pro Bowl al posto dell'infortunato Marshon Lattimore.
Il primo intercetto della stagione 2020 Griffin lo mise a segno su Dak Prescott dei Dallas Cowboys nella settimana 3, in una gara in cui anche Seattle con 11 tackle. Il secondo lo fece registrare sette giorni dopo su Ryan Fitzpatrick nella vittoria sui Miami Dolphins ritornando il pallone per 16 yard.

### Jacksonville Jaguars
Il 16 marzo 2021 Griffin firmò con i Jacksonville Jaguars un contratto triennale del valore di 44,5 milioni di dollari. Nella prima stagione con la nuova maglia mise a segno 41 placcaggi, 7 passaggi deviati e forzò il suo primo fumble in 14 presenze, tutte come titolare.
Il 26 ottobre 2022 Griffin fu inserito in lista infortunati per un problema alla schiena riportato nella gara del sesto turno. Chiuse l'annata con 5 presenze, tutte come titolare, con 29 tackle e 4 passaggi deviati.
L'8 marzo 2023 Griffin fu svincolato dai Jaguars.

### Houston Texans
Il 13 maggio 2023 Griffin firmò con gli Houston Texans.

### Carolina Panthers
Il 30 novembre 2023 Griffin firmò con i Carolina Panthers.

### Minnesota Vikings
Il 19 marzo 2024 Griffin firmò con i Minnesota Vikings. Con essi disputò una sola annata, disputando tutte le 17 partite, di cui 3 come titolare, con 41 placcaggi, 2 intercetti (il suo massimo dal 2020) e 6 passaggi deviati.

### Ritorno ai Seattle Seahawks
Il 25 giugno 2025 Griffin firmò un contratto di un anno del valore di 3 milioni di dollari per fare ritorno ai Seattle Seahawks.

## Palmarès
- Convocazioni al Pro Bowl: 1

2019